# ساخت قطعات فلزی
«ساخت فلز» یا ساختن سازه‌های فلزی از طریق فرایندهای بریدن، خم کردن و سرهم کردن است. این یک فرایند ارزش افزوده‌است. که شامل خلق ماشین‌ها، قطعات و سازه‌ها از مواد خام مختلف می‌باشد. یک شرکت ساخت و ساز یک پروژه را که معمولاً بر اساس نقشه‌های مهندسی است به مزایده می‌گذارد و در صورت بردن قرارداد آن محصول را می‌سازد. شرکت‌های بزرگ ساخت و تولید بسیاری از فرآیندهای ارزش افزوده شمال جوشکاری، برش، شکل‌دهی و ماشین کاری را در یک کارخانه یا یک ساختمان استفاده می‌کنند. این شرکت‌های بزرگ با قرار دادن چندین فروشنده برای خدمات مختلف، نیاز خرید پرسنل را محدود می‌کنند و با این کار تسهیلات اضافه ای به مشتریان ارائه می‌دهند. پروژه‌های ساخت فلز معمولاً با نقشه‌ها آغاز می‌شوند که شامل تخمین قیمت نیز هست، سپس به بخش ساخت منتقل می‌شود و سرانجام به بخش راه اندازی پروژهٔ نهایی. پروژه‌های ساخت توسط پیمانکاران، تولیدکنندگان تجهیزات اصلی (OEM) و نمایندگان فروش (VAR) گرفته می‌شوند. پروژه‌های متداول شامل بخش‌های لق، بدنه‌های اصلی سازه برای ساخت، تجهیزات سنگین، و پله‌ها و نرده‌های دستی باری ساختمان‌ها می‌شوند.

## فرایندها
- برش به وسیله اره کردن (sawing)، برش‌کاری (shearing) یا اسکنه (chiseling) انجام می‌شود. (همه با نسخه‌های دستی و برقی) برش‌کاری با مشعل‌های دستی (از جمله برش‌کاری اکسیژنی(oxy-fuel torch) یا برش پلاسما(plasma torch)) و با ماشین‌های CNC (لیزر، مته، مشعل یا جت آب)

پرس ورق

- خم کاری با چکش زنی (دستی یا برقی) یا با پرس و ابزار مشابه انجام می‌شود. فلزکاران مدرن از پرس هم برای سکه و هم برای شکل‌دهی ورق‌های فلزی خم شده با هوا استفاده می‌کنند.‌هایی که با CNC کنترل می‌شوند از متوقف کننده‌هایی برای تعیین موقعیت قطعات برش برای قرار دادن خطوط خمش در محل مناسب استفاده می‌کنند. امروزه نرم‌افزارهای برنامه‌نویسی متوقف کننده‌های CNC را یکپارچه و مؤثر کرده‌اند.
- سر هم کردن (به هم متصل کردن قطعات) به وسیله جوشکاری، چسب‌ها، پیچ‌ها و پرچ‌ها انجام می‌شود. فولاد سازه ای و ورق فلز مواد معمولی برای ساخت، همراه با سیم جوش، شار و اتصالات است که به قطعه برش می‌پیوندند. همانند سایر فرایندهای ساخت هم از نیروی انسانی و هم از اتوماسیون استفاده می‌شود. محصولی که از این فرایند ساخت بدست می‌آید سازه، و پروژه‌هایی که در این بخش خاص از کار با مواد فعالیت می‌کنند پروژه‌های ساختی نامیده می‌شوند. محصول نهایی سایر انواع کار با مواد مانند ماشینکاری، مهرزنی، آهنگری و ریخته‌گری، ممکن است در شکل و کاربرد مشابه باشند اما این فرایندها، فرایند ساخت نام نمی‌گیرند.

ساخت شامل بخش خاصی از کار با مواد می‌شود یا با برخی از آن‌ها هم پوشانی دارد:
- پروژه‌های تولیدی و پروژه‌های ماشینی قابلیت‌های همپوشانی دارند، اما پروژه‌های تولید به‌طور کلی بر روی آماده‌سازی و مونتاژ فلزات همان‌طور که در بالا توضیح داده شده تمرکز می‌کنند. در مقایسه با ماشینکاری نیز فلز کاهش می‌یابد، اما بیشتر به ماشینکاری قطعات بر روی ماشین آلات مربوط می‌شود. شرکتهایی که کارهای تخصصی و ماشینکاری را شامل می‌شوند نیز رایج هستند.
- آهنگری همواره درگیر با ساخت است، هرچند که همیشه نامی از آن برده نمی‌شود
- محصولات تولید شده توسط جوشکارها، که اغلب به عنوان جوش از آن‌ها یاد می‌شود، نمونه ای از ساخت و ساز هستند.
- Boilermakers که در ابتدا در دیگهای بخار متخصص بودند، که منجر به نام تجاری آن‌ها می‌شد، و اما اصطلاح امروزی آن به معنای گسترده‌تری است.
- به همین ترتیب، millwrights در ابتدا در راه اندازی آسیاب‌های دانه ای و کارخانه‌های آسیاب تخصص داشتند، اما امروزه ممکن است آن‌ها برای طیف گسترده‌ای از کار ساخت و ساز مورد باشند.
- کارگران آهنگران که همچنین به عنوان سازندگان فولاد شناخته می‌شوند، نیز در ساخت و ساز شرکت می‌کنند. اغلب ساخت و سازهای ساختاری به عنوان بخش‌های پیش ساخته در یک پروژه شروع می‌شوند، سپس به وسیله کامیون، راه‌آهن یا کشتی به سایت منتقل می‌شوند و در نهایت توسط دستگاه‌ها نصب می‌شوند.

## مواد خام
نام مواد خام استانداردی که باری ساخت استفاده می‌شوند در زیر آمده‌است:
- ورق فلز
- فلز شکل داده شده و فلز منبسط (expanded metal)
- لوله‌ها
- سیم‌ها و میلگردهای جوش
- ریخته‌گری

## برش و سوزاندن
ماده خام باید در ابعاد مورد نیاز بریده شود که این کار با ابزارهای مختلفی انجام می‌شود.
متداول‌ترین روش این کار مواد توسط برش (shearing) است.
اره‌های نواری مخصوصی که برای قطع کردن مواد طراحی شده‌اند دارای تیغه‌های سخت و یک مکانیزم برای برش می‌باشند. اره‌های برش ساینده، همچنین به عنوان اره (chop saw) شناخته می‌شود، شبیه به میتر اره (miter saw) هستند، اما دیسک ساینده برش فولادی دارند. مشعل‌های برش می‌توانند مقادیر بسیار زیادی از فولاد را با انرژی کم انجام دهند. اجاق گازهای برش، مشعل‌های برنده CNC هستند که معمولاً با گاز طبیعی کار می‌کنند. همچنین پلاسما، برش لیزر و جت‌های آبی نیز متداول هستند. صفحه فولاد روی میز کار قرار می‌گیرد و قطعات طبق برنامه بریده می‌شوند. میز کار از شبکه از میله‌ها تشکیل شده‌است که قابلیت تعویض دارند. همچنین برخی میزهای گران‌قیمت قابلیت پانچ CNC دارند. با صفحه ای مدور برای پانچ‌های مختلف. ساخت سازه‌ها به وسیله برش لیزر و پلاسما با معرفی ربات‌هایی با قابلیت حرکت سه بعدی در اطراف قطعه و برش دادن آن همراه بود.

## شکل دهی
شکل دهی عملیاتی است که یک ورق مسطح فلزی را به قطعات سه بعدی تبدیل می‌کند. در این فرایند یک نمونه ماده خام به وسیله اعمال نیرو و بدون کم یا زیاد کردن ماده شکل داده می‌شود. نیرو باید به مقدار کافی زیاد باشد تا شکل اولیه ماده را تغییر دهد. فرایند شکل‌دهی می‌تواند به وسیلهٔ استفاده از ابزار آلاتی مانند پانچ‌ها و قالب‌ها کنترل شود. همچنین برای تنظیم میزان و جهت نیرو از انواع ماشین آلات نیز می‌توان استفاده کرد. یک مثال از تغییر شکل ماشینی می‌تواند ترکیب شکل‌دهی و جوش کاری به منظور تولید ورق‌های ساختی باشد که بیشتر در شکل مشبک خطی (اصولاً برای زه کشی آبی به کار می‌رود) دیده می‌شود.
طراحی مناسب و استفاده از ابزار ماشینی یک شکل قابل تکرار درست کرده‌است که می‌تواند برای ساخت محصولات در بسیاری از صنایع از جمله جواهرسازی، هوافضا، اتومبیل سازی، ساخت و ساز، عمران و معماری به کار گرفته شود.

## ماشین کاری
ماشین کاری فرایند حذف بخش‌هایی از مواد اولیه بصورت براده برداری برای رسیدن به شکل مورد نظر است. 
برخی از دستگاه‌های ماشینکاری مانند تراش، فرز و سنگ از طریق دوران نسبی ابزار براده برداری و مواد خام، اقدام به تولید براده می‌کنند و برخی دیگر از روش‌های الکترو دشارژ EDM مانند دستگاه‌های اسپارک و وایرکات، از طریق تخلیه الکتریکی قطعه را برش می‌دهند یا در قطعه حفره ایجاد می‌کنند. اره ها، شامل اره لنگ، اره نواری افقی و اره نواری عمودی. در تراش، رنده بر روی ساپورت یا ابزارگیر بسته شده و قطعه بر روی سه نظام دوران می‌کند. در فرز، ابزار بصورت دورانی بر روی اسپیندل بسته می‌شود و قطعه بصورت ثابت بر روی میز بسته می‌شود. 
بیشتر اجزا مانند چرخ دنده‌ها، پیچ‌ها و مهره‌ها از طریق ماشین کاری تولید می‌شوند.

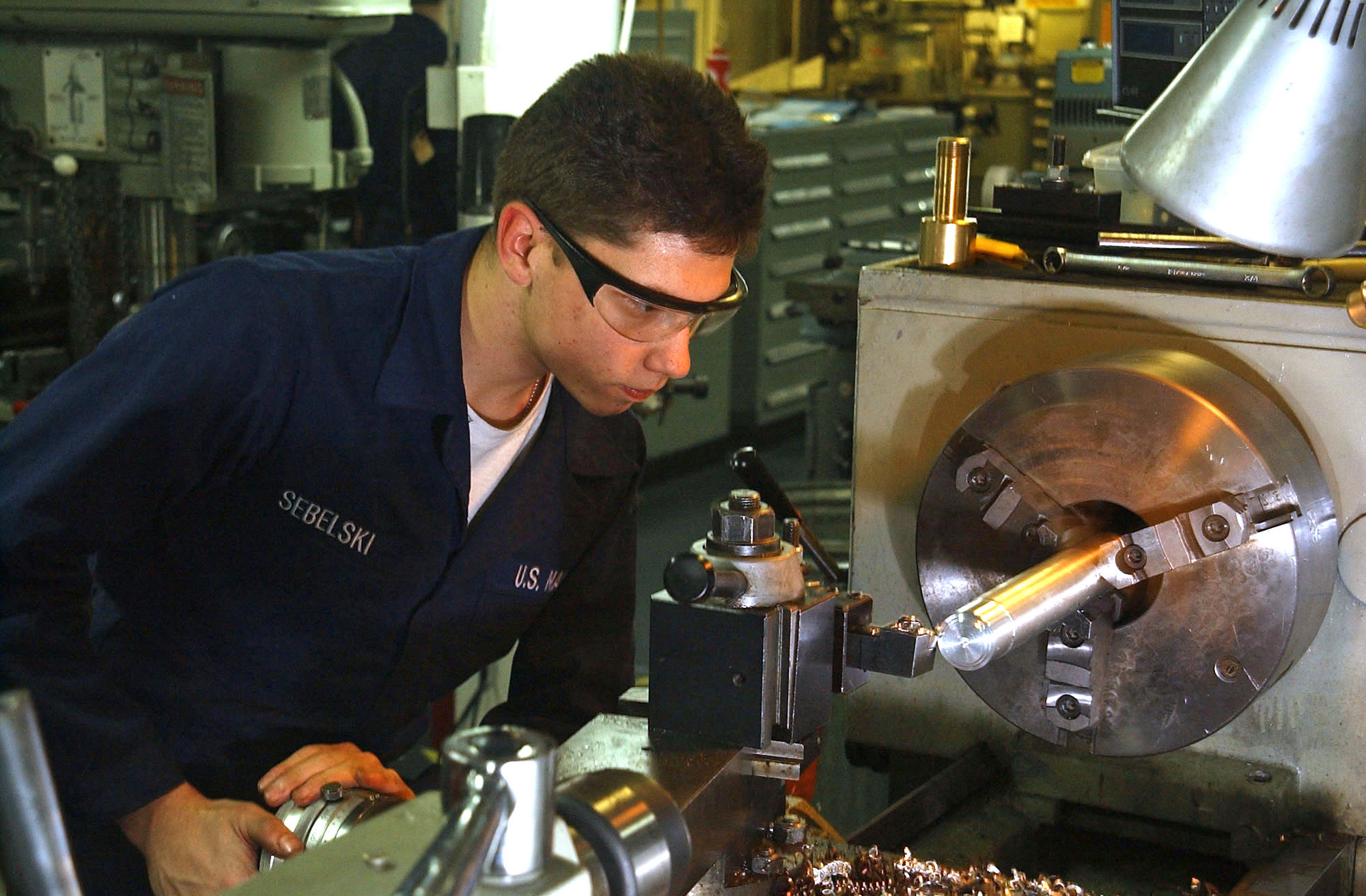
ماشین‌کاری یک استوانه فلزی بر روی یک دستگاه تراش.

## جوشکاری

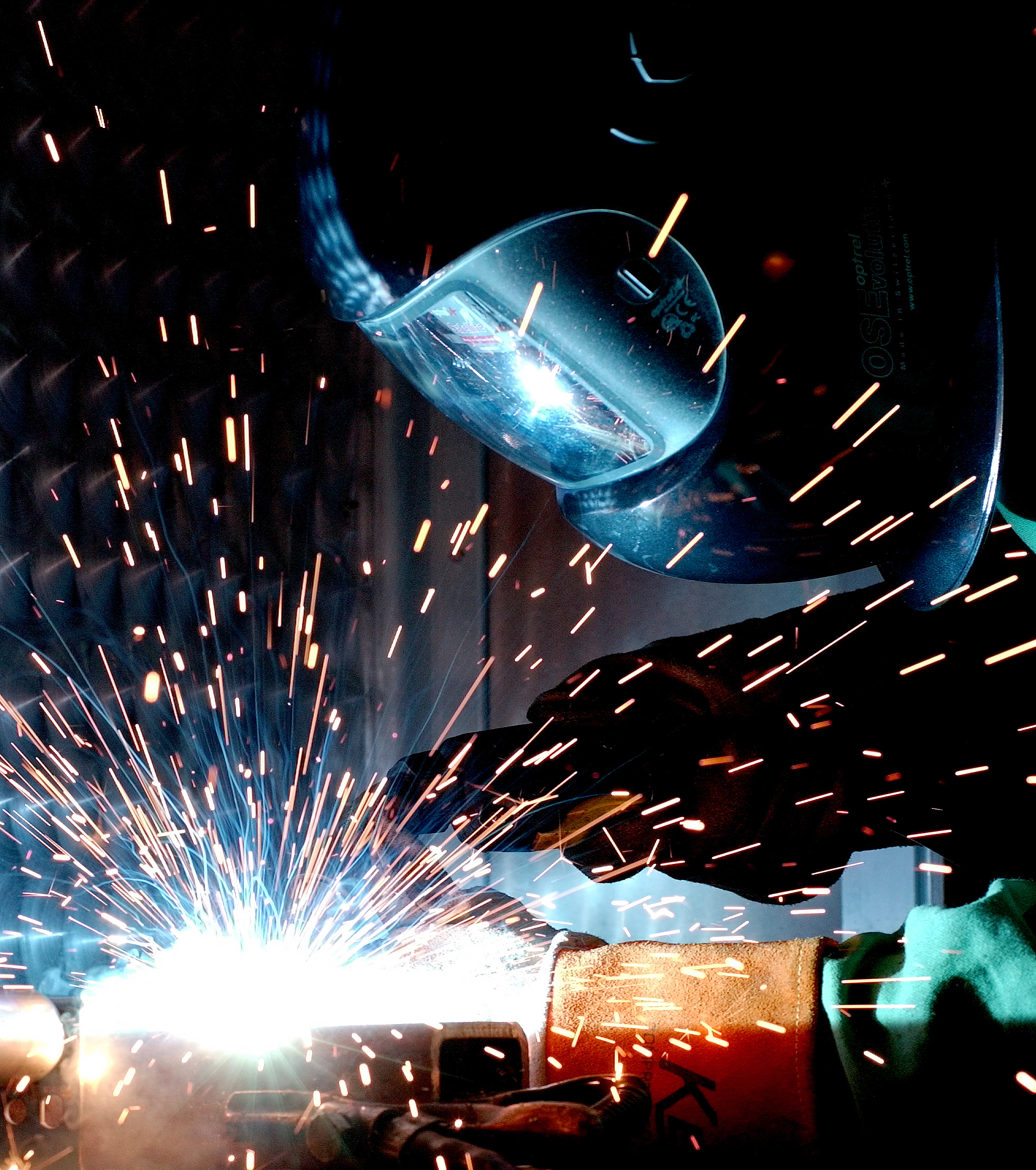
جوشکاری

جوش تمرکز اصلی تولید فولاد است. قطعات شکل گرفته و ماشین کاری شده به هم جوش داده و در محل مناسب متصل می‌شوند سپس برای افزایش دقت مجدد چک خواهند شد. برای جوش دادن چند قطعه ممکن است برای قرار دادن قطعات در محل مناسب برای جوشکاری از یک فیکسچر استفاده شود. سپس اگر نقشه کارگاهی شامل جزئیات جوش باشد، جوش کار بر طبق آن و در غیر اینصورت براساس نظر خود کار را تکمیل می‌کند. برای جلوگیری از چروک شدن قطعه جوش بر اثر حرارت باید احتیاط‌های اولیهٔ مخصوصی اعمال شود؛ که این موارد شامل: طراحی مجدد قطعه برای استفادهٔ هرچه کمتر از جوشکاری، جوشکاری به شیوهٔ متناوب، استفاده از یک فیکسچر محکم، پوشاندن قطعه جوش در ماسه به هنگام خنک شدن، و عملیات کشش و صافکاری پس از جوش.
صاف کردن قطعه جوش فولاد تاب خورده به وسیله مشعل اکسی استیلن انجام می‌شود و انجام آن به نوعی هنر است. گرما به شکل مشخصی به آرامی و به صورت خطی به فولاد داده می‌شود. فولاد دارای یک انقباض کلی در طی سرد شدن در جهت حرکت خطی گرمای داده شده خواهد بود. یک جوشکار حرفه‌ای می‌تواند چروک‌ها و تاب‌های بزرگ را به این طریق برطرف کند.
قطعات جوش گاهی برای از دست دادن تنش‌های پسماند در یک کوره دما پایین بازپخت می‌شوند. چنین قطعاتی و بخصوص آن‌هایی که برای موتورها بکار گرفته می‌شوند ممکن است پس از عملیات حرارتی لاین برد (line-bored) شوند.

## سرهم کردن نهایی

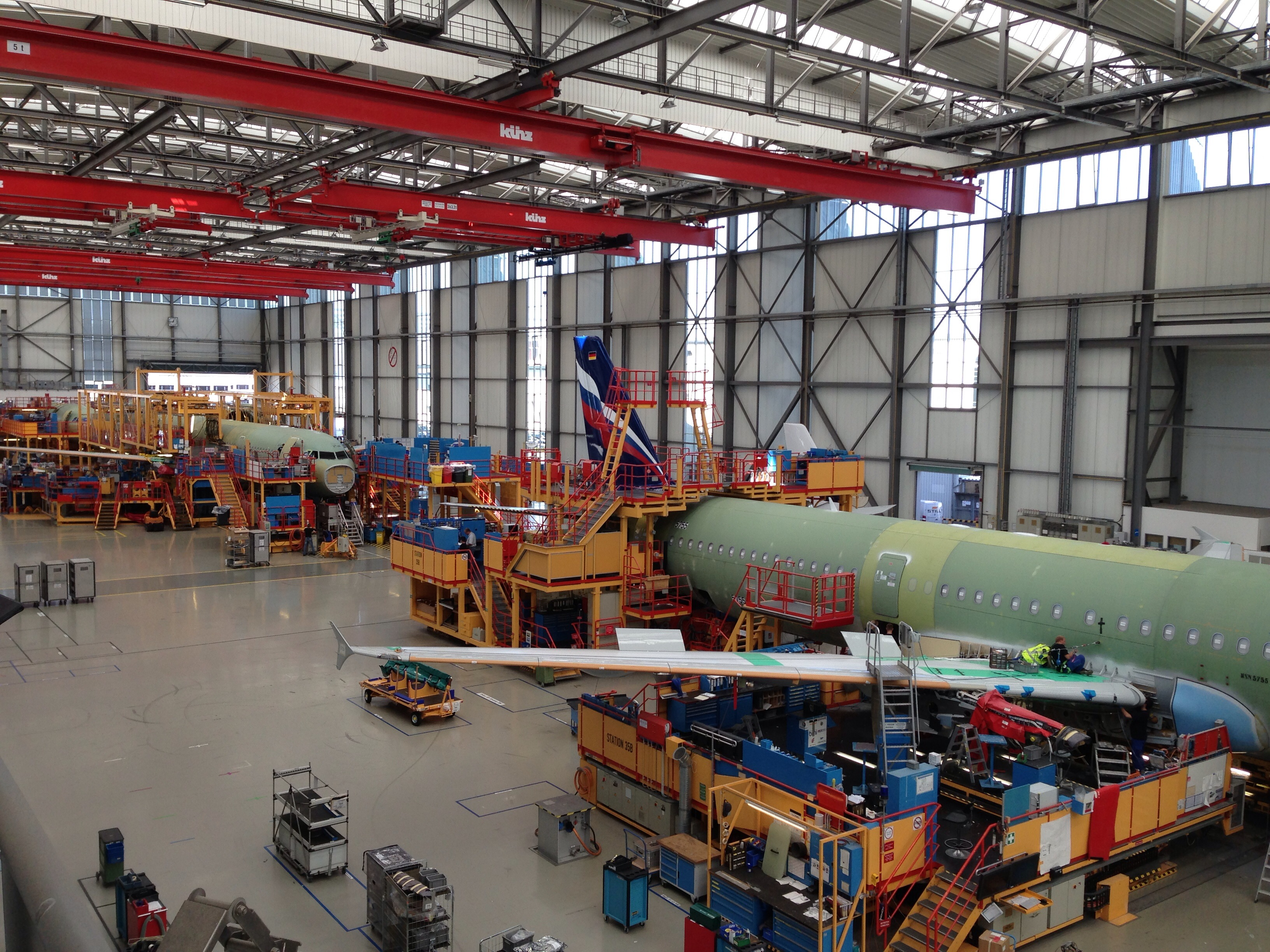
مجتمع خط تولید ایرباس A321 در کارخانهٔ ایرباس در فرودگاه هامبورگ فینکن‌وردر.

پس از اینکه قطعه سرد شد به‌طور معمول شن زنی (sand blasted) و رنگ می‌شود سپس هرگونه عملیات ساختی مطابق با سفارش مشتری روی آن اعمال می‌شود. محصول نهایی سپس بازرسی و حمل می‌شود.

## تخصص
بسیاری از کارخانه‌های ساخت بر اساس سفارش‌ها مشتریان و تجربه و تخصص خود در فرایند خاصی پیشرفت یا سرمایه‌گذاری می‌کنند:
- ریخته‌گری
- پوشش دهی پودر
- متالورژی پودر
- جوشکاری
- ماشین کاری